# شلبیویل (تنسی)
شلبیویل(به انگلیسی: Shelbyville) شهری در ایالت تنسی کشور ایالات متحده آمریکا است که جمعیت آن در سرشماری سال ۲۰۱۰ میلادی، ۲۰٬۳۳۵ نفر بوده‌است.